# Marie de Clèves, princesse de Condé

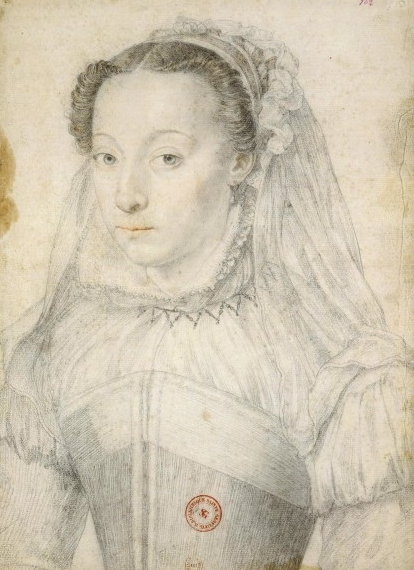
Marie de Clèves

Marie de Clèves, Princesse de Condé (* 1553; † 30. Oktober 1574 im Palais du Louvre in Paris) war eine Adelige aus der in Frankreich naturalisierten jüngeren Linie des Hauses Mark. Sie lebte am Hof des französischen Königs Karl IX. und war dafür bekannt, dass sie das Interesse des Herzogs von Anjou (des späteren Königs Heinrich III.) hatte. Dadurch wurde die Eifersucht ihres Ehemanns, des Fürsten von Condé, geweckt.

## Leben
Marie de Clèves ist die Tochter von François I. de Clèves, Duc de Nevers und Marguerite de Bourbon-Vendôme. Über ihre Mutter ist sie die Kusine von König Heinrich III. von Navarra (des späteren Heinrich IV. von Frankreich) und des Fürsten von Condé.
Als sie sechs Jahre alt war, wurde sie nach dem Tod ihrer Mutter am 20. Oktober 1559 unter die Vormundschaft ihres Onkels, des Kardinals von Bourbon, gestellt. Die Erziehung wurde ihren Tanten anvertraut, insbesondere Jeanne d’Albret, Königin von Navarra, der Mutter des späteren Königs Heinrich IV. Diese erzog sie in der calvinistischen Konfession und plante ihre Heirat mit ihrem Vetter, dem Fürsten von Condé, während sie aus ihrer Familie der Herzogin von Nevers und der Herzogin von Guise, ihren Schwestern, nahestand. Diese setzten sich, ebenso wie deren Ehemänner Luigi Gonzaga bzw. Henri de Lorraine, entschieden für die katholische Sache ein.
1564/66 erbte sie von ihrem Bruder, dem Herzog von Nevers, die Grafschaft Beaufort, das Marquisat d’Isles und die Vizegrafschaft Saint-Florentin.
Marie de Clèves wurde eine Gesellschaftsdame der Königin Elisabeth von Österreich, nachdem diese am 26. November 1570 König Karl IX. geheiratet hatte.
Im Juli 1572 wurde sie auf Schloss Blandy mit dem Fürsten von Condé verheiratet, einige Tage vor der Bartholomäusnacht (23./24. August), die den Fürsten und die Fürstin von Condé zwang, zum katholischen Glauben zurückzukehren: am 4. Dezember 1572 wurde sie in der Kirche Saint-Germain-des-Prés nach katholischem Ritus wiederverheiratet. Als der Fürst von Condé dann vom Hof floh, um zur protestantischen Konfession zurückzukehren, ließ er seine Ehefrau zurück, die nicht gewillt war, sich ihm anzuschließen.
Zu dieser Zeit wurde Marie vom Herzog von Anjou, dem Bruder und Erben des Königs, umworben. Er kandidierte jedoch Anfang 1573 für seine Wahl zum König von Polen, wurde am 11. Mai 1573 gewählt und brach Ende des Jahres nach Polen auf. Am 18. Februar 1574 erreichte er Krakau. Als König Karl IX. im Sterben lag (er starb am 30. Mai 1574), konnte Marie de Clèves hoffen, dass der Herzog von Anjou, wenn er König wird, sie zur Königin nehmen würde. Das entsprach auch den Absichten Heinrichs, der die Annullierung ihrer Ehe mit dem Fürsten von Condé betrieb.
Kurz nachdem Heinrich III. aus Polen zurückgekehrt war (September 1574), starb Marie am 30. Oktober 1574 im Kindbett am Tag der Geburt ihrer Tochter Catherine (* 30. Oktober 1574 in Paris; † 30. Dezember 1595 im Louvre, bestattet in Saint-Germain-des-Prés). Die Tochter erbte die Güter ihrer Mutter, war somit Marquise de l’Isle, blieb ledig und starb ohne Nachkommen. Marie de Clèves wurde im Kloster der Franziskaner-Rekollekten in Nevers bestattet.
Ihr Tod stürzte den König in tiefe Trauer, aus der er sich nur schwer lösen konnte. In Avignon, wo er die Nachricht erhielt, nahm er danach an den Andachten der Büßerbruderschaft teil und zeigte erste Anzeichen von gesteigerter Frömmigkeit.
Einige Monate später heiratete er gegen den Willen der Königinmutter Katharina von Medici eine Prinzessin aus einem jüngeren Zweig des Hauses Lothringen, Louise de Lorraine-Vaudémont, die eine große Ähnlichkeit mit der verstorbenen Fürstin von Condé hatte. Diese Verbindung brachte der französischen Krone keinerlei Vorteile und war sogar geeignet, die Macht der Guise zu vergrößern.